# WPMQ285-AM
WPMQ285 son dos estaciones de radio localizadas en Laredo (Texas). Son más conocidas como TxDOT Highway Advisory Radio (TxDOT Radio de advertencia de caminos). Emiten información sobre las condiciones de caminos y clima en el área. La estación 1610 AM emite información en inglés y la 530 AM en español para los radio escuchas de Laredo y Nuevo Laredo.